# Fleming Key
Fleming Key ist eine Insel der Florida Keys, die zum Stadtgebiet von Key West und damit zum Monroe County (Florida) gehört. Sie ist etwa 3,0 Kilometer lang, 0,4 Kilometer breit und hat eine Fläche von genau 1.152.488 m² (davon 57.039 m² Binnengewässer). Zur Volkszählung 2000 wurde keine ständige Bevölkerung erfasst. Sie ist mit der Insel Key West durch die Fleming Key Bridge (Mustin Road) verbunden, die eine Distanz von 55 Meter über den Fleming Key Cut überwindet.
Die Insel und die Brückenstraße sind Teil der Key West Naval Air Station Trumbo Point und können von Zivilisten ohne Erlaubnis der US Navy nicht betreten werden. Auf der Insel befindet sich zudem eine Kläranlage, ein Delfin-Forschungszentrum und eine marine Korrosionstest-Anlage.

## Galerie

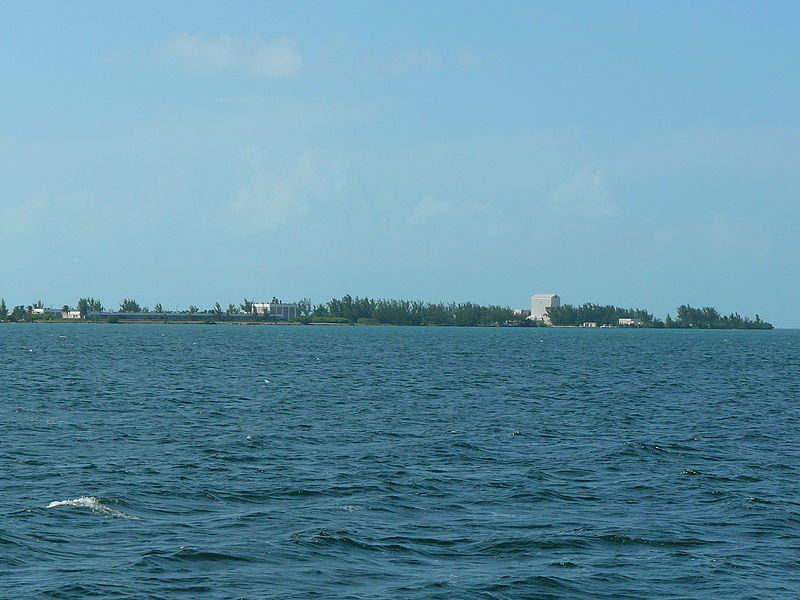
Der nördliche Teil von Fleming Key und die Fleming Key Bridge, von Osten gesehen.
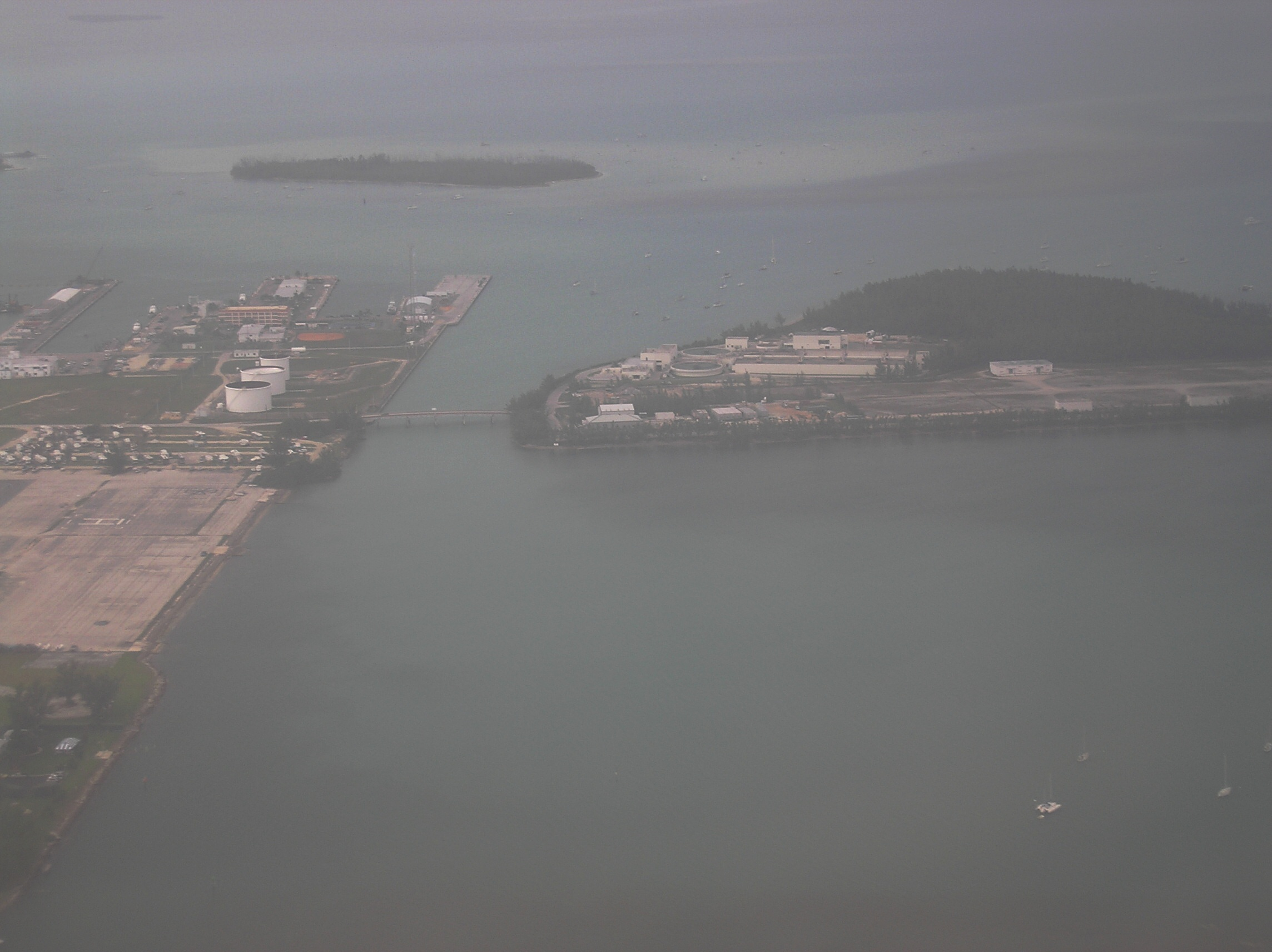
Die Südseite von Fleming Key, Luftaufnahme
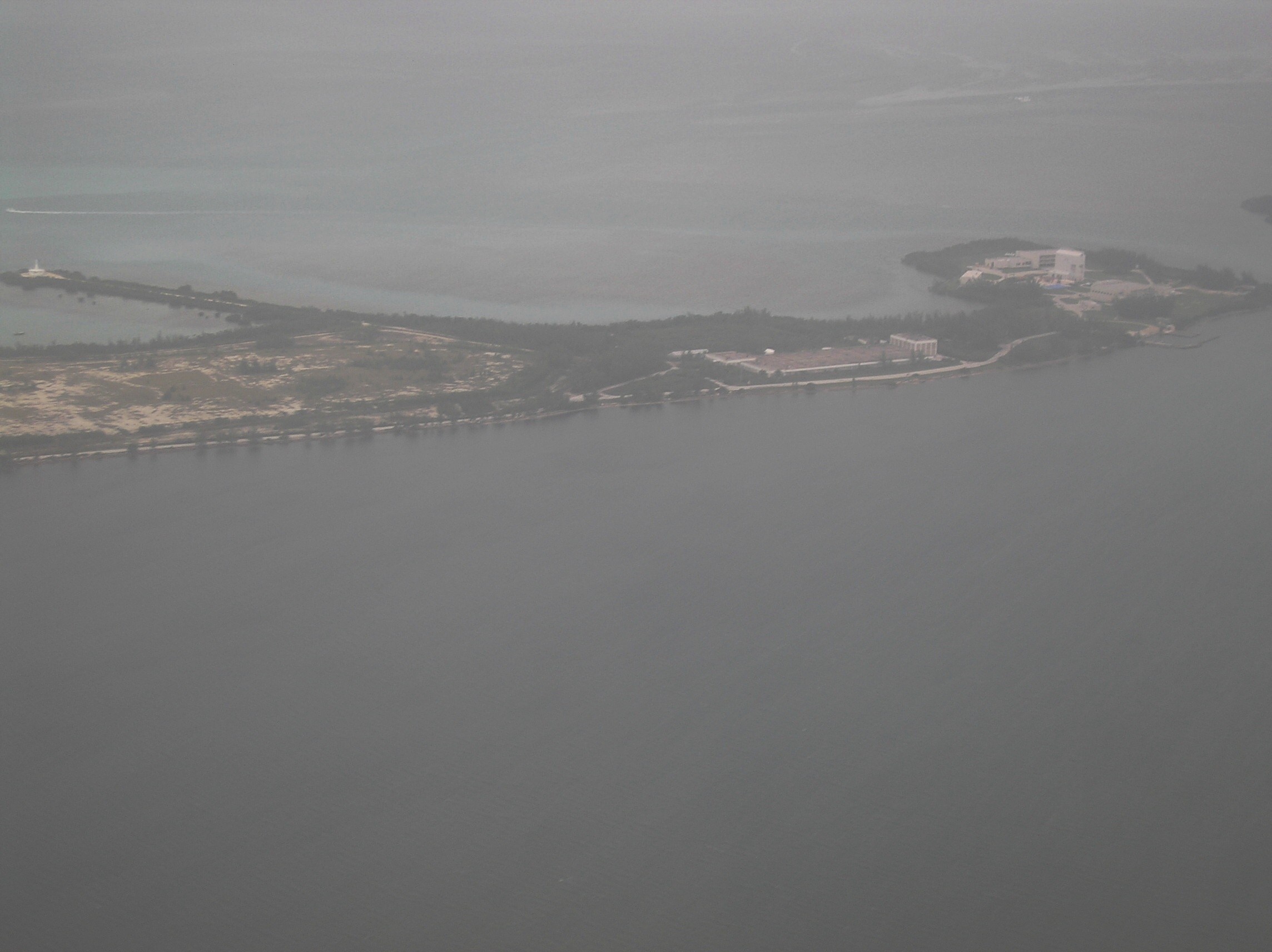
Die Nordseite von Fleming Key, Luftaufnahme